# Despoci serbscy na Węgrzech

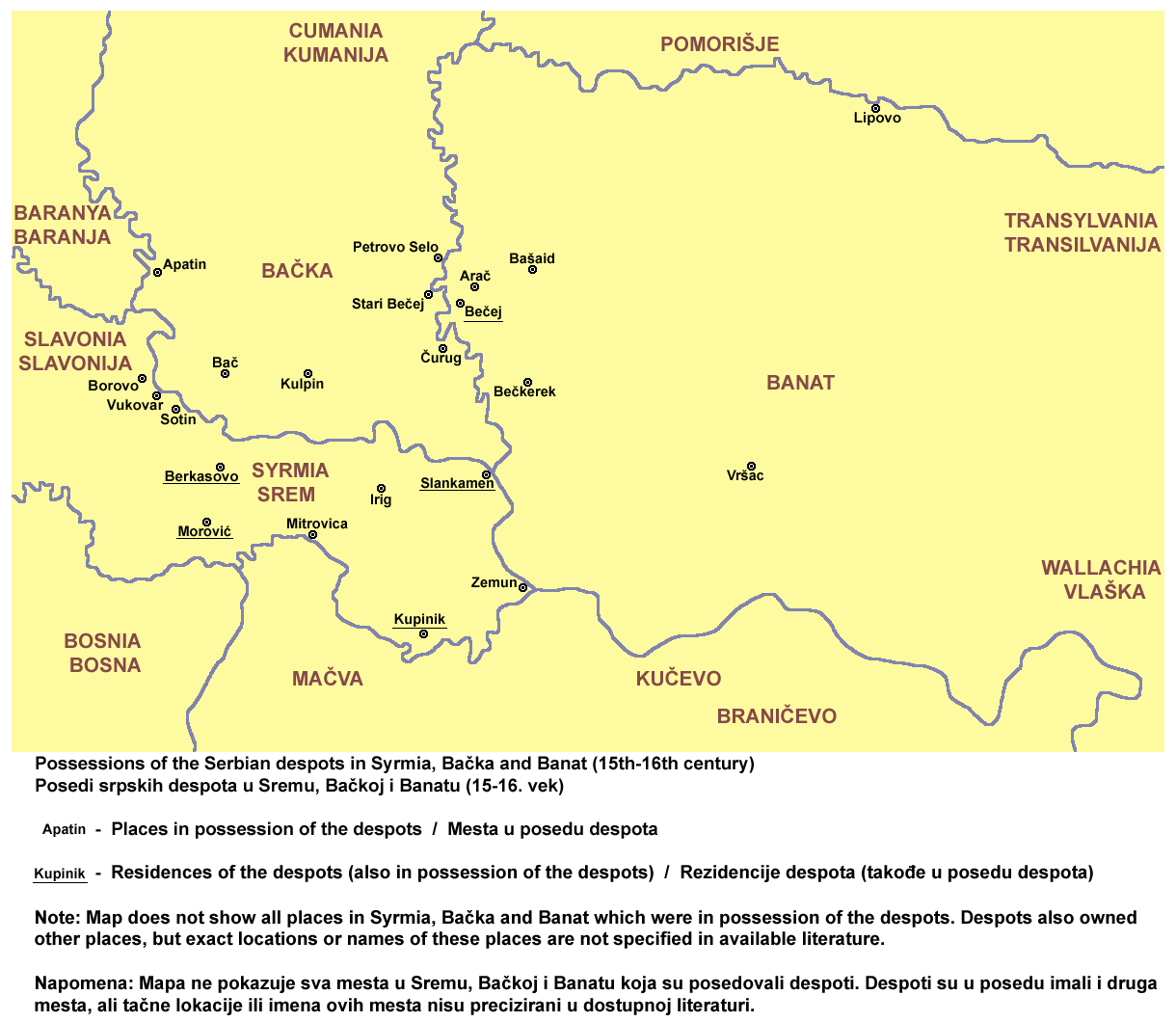

Despoci serbscy na Węgrzech – emigracyjni władcy serbscy przebywający na Węgrzech po podboju Serbii przez Turcję Osmańską w 1459. Władali terenem południowych Węgier (dzisiejsza Wojwodina). 

## Dynastia Brankoviciów
- 1465-1485 Vuk Grgurević Branković (wnuk Jerzego I Brankovicia)
- 1485-1496 Jerzy II Branković (syn Stefana V Ślepego, despoty Serbii)
- 1496-1502 Jovan Branković (brat)

## Dynastia Berislaviciów
- 1502-1514 Ivaniš Berislavić (drugi mąż Heleny żony Jovana II)
- 1514-1535 Stefan Berislavić (syn)
- 1527-1528 Radič Božić
- 1528-1537 Pavle Bakić (ostatni despota Serbów na Węgrzech)